# Esergo

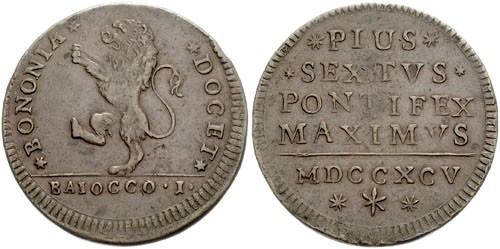
Baiocco romano (1795). Sotto la linea di esergo: a sin. l'indicazione del valore; a destra la data.

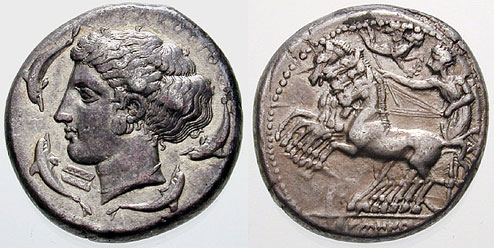
Tetradracma di Siracusa (ca. 415-405 a.C.). Al rovescio, in esergo ΕΥΜΗΝΟΥ, firma dell'artista.

L'esergo (dal latino exèrgum, a sua volta dal greco ex, fuori, ed èrgon, opera) è quello spazio limitato che in una moneta si trova sotto il disegno principale (più raramente sopra) e talora da esso staccato con una linea orizzontale. È così chiamato proprio perché rimane "fuori opera", fuori cioè dal disegno, che costituisce invece la parte essenziale della moneta. 

## Utilizzo
Spesso questo spazio è utilizzato per porvi varie indicazioni, come la data o il valore o altre informazioni, tra cui il segno della zecca che l'ha prodotta, l'etnico nel caso delle monete greche antiche, la firma dell'incisore, o semplicemente alcuni elementi decorativi. Può anche non essere presente.
Nell'editoria si usa il termine per indicare un motto o una citazione di un'altra opera collocato all'inizio di un libro o di uno scritto in genere, tipicamente giustificato a destra su una larghezza minore della colonna. L'esergo ha una certa attinenza con il tema del libro, ma non è necessario per la sua comprensione.